# Evania appendigaster
Evania appendigaster is een vliesvleugelig insect dat behoort tot de orde van de vliesvleugeligen (Hymenoptera) en de familie van de hongerwespen (Evaniidae).

## Kenmerken
Evania appendigaster heeft een opvallende blauwe kleur ogen die een iriserende glans hebben. De rest van het lichaam is zwart van kleur. Het achterlijf is op een steel geplaatst, de achterpoten zijn opvallend groot, evenals het borststuk. De vleugels daarentegen zijn juist erg klein; de soort doet door al deze kenmerken meer denken aan een mug dan aan een sluipwesp.

## Leefwijze
Het is een sluipwesp waarvan het vrouwtje op onder andere kakkerlakken jaagt; ze maakt onder andere de Amerikaanse kakkerlak buit. Ze legt haar eieren in andere insecten, onder andere boktorren, waarna de larven de prooi levend en van binnenuit opeten. Als de prooi nog slechts een leeg omhulsel is, verpoppen ze en komt een volgende generatie tevoorschijn. De wesp wordt daardoor gezien als een zeer nuttig insect. 